# 巴格比 (加利福尼亞州)
巴格比（英語：Bagby）是位於美國加利福尼亞州馬里波薩縣的一個非建制地區。該地的面積和人口皆未知。

## 地理
巴格比的座標為37°36′43″N 120°08′07″W / 37.61194°N 120.13528°W，而該地的平均海拔高度為253米（即830英尺）。